# Ломанн, Кэти
Кэ́трин «Кэ́ти» Ло́манн (англ. Katherine «Katie» Lohmann; род. 29 января 1980, Скоттсдейл, Аризона, США) — американская актриса и фотомодель. Была Playmate мужского журнала «Playboy» в апреле 2001 года. Лауреат премии Action On Film International Film Festival (2011).

## Избранная фильмография
| Год       |   | Русское название    | Оригинальное название       | Роль                          |
| --------- | - | ------------------- | --------------------------- | ----------------------------- |
| 2001      | ф | Мартовские коты     | Tomcats                     | девушка                       |
| 2001      | ф | Искусственный разум | Artificial Intelligence: AI | девушка                       |
| 2001      | ф | Парень из пузыря    | Bubble Boy                  | культовая участница           |
| 2002      | ф | Цыпочка             | The Hot Chick               | стриптизёрша                  |
| 2003      | с | Детектив Монк       | Monk                        | девушка                       |
| 2003      | с | Части тела          | Nip/Tuck                    | девушка на вечеринке          |
| 2003—2008 | с | Рино 911            | Reno 911!                   | Тереза Хоук / стриптизерша №2 |
| 2005      | с | Как сказал Джим     | According to Jim            | привлекательная женщина       |
| 2006      | ф | Комната 6           | Room 6                      | медсестра Лоу                 |